# Charrúa Gap
Charrúa Gap är ett bergspass i Antarktis. Det ligger i Sydshetlandsöarna. Argentina, Chile och Storbritannien gör anspråk på området. Charrúa Gap ligger 275 meter över havet.
Terrängen runt Charrúa Gap är kuperad åt nordväst, men åt sydost är den bergig. Havet är nära Charrúa Gap västerut. Trakten är glest befolkad. Närmaste befolkade plats är St. Kliment Ohridski Base, 2,7 kilometer nordväst om Charrúa Gap. 